# Brazil’s Next Top Model
Brazil’s Next Top Model – brazylijski program telewizyjny typu reality show, emitowany na antenie Canal Sony od 3 października 2007 do 3 grudnia 2009, oparty na amerykańskim formacie America’s Next Top Model.

## Opis
Na początku 2007 roku Sony Entertainment Television ogłosiło plany brazylijskiej adaptacji reality show stworzonego i wyprodukowanego przez Tyrę Banks w Stanach Zjednoczonych.
Jedna z decyzji produkcyjnych przy tworzeniu programu, która zwróciła największą uwagę mediów, był wybór brazylijskiej modelki, która pełniłaby rolę Banks z oryginalnego programu. Pierwszym wyborem kanału była pierwotnie brazylijska modelka Gisele Bündchen, choć później zdecydowano się na Fernandę Motta.
Zgłoszenie do pierwszego sezonu odbyło się w lipcu 2007 roku. Zdjęcia do sezonu inauguracyjnego rozpoczęły się 19 sierpnia, a premiera programu odbyła się 3 października tego samego roku.
W skład jury pierwszego sezonu wchodzili Motta, dziennikarka Erika Palomino, dyrektor artystyczny São Paulo Fashion Week Paulo Borges i projektant Alexandre Herchcovitch.
Powstały 3 sezony programu. Prace nad programem nie były kontynuowane po 2009 roku.

## Edycje
| Sezon | Data premiery       | Zwycięzca                 | Zdobywca drugiego miejsca | Pozostali uczestnicy | Liczba uczestników | Miejsce      |
| ----- | ------------------- | ------------------------- | ------------------------- | --- | ------------------ | ------------ |
| 1     | 3 października 2007 | Mariana Souza Silva Velho | Ana Paula Bertola         | Dandara Oliveira, Danielle Zimmerman Damásio, Isabella Miranda Chaves, Anne Souza Wrobel, Andréa Castro Medina, Érycka De Oliveira Martins Cordeiro, Karin Lunardi Cavalli, Lana Kelly Sartin Silva, Ana Paula Costa, Mariana Richardt Bin, Lívia Maria Senador | 13                 | Trancoso     |
| 2     | 4 września 2008     | Maíra Vieira              | Élly Rosa                 | Luana Caroline, Isabel Correa, Flávia Giussani, Carolline Vieira, Flávia Gleichmann, Rebeca Sampaio, Alinne Giacomini, Marianna Henud, Dayse Lima, Priscila Mallmann, Vanessa „Malana” de Freitas                                                               | 13                 | Buenos Aires |
| 3     | 10 września 2009    | Camila Trindade           | Bruna Brito               | Jéssyka Schamne, Liana Góes, Rafaelly „Rafa” Xavier, Camila Shiratori, Rafaela Machado, Giovahnna Ziegler, Fabiana Teodoro, Juliana Aniceto, Beatriz „Bia” Fernandes, Tatiana Domingues, Mírian Araujo                                                          | 13                 | São Paulo    |

## Ekipa
| Fernanda Motta         | Główna jurorka | Główna jurorka | Główna jurorka |       |       |       |       |       |       |  |
| Erika Palomino         | Jurorka        | Jurorka        | Jurorka        |       |       |       |       |       |       |  |
| Dudu Bertholini        | Gość           | Juror          | Juror          |       |       |       |       |       |       |  |
| Duda Molainos          |                | Juror          | Juror          | Juror | Juror | Juror | Juror | Juror | Juror |  |
| Paulo Borges           | Juror          | Juror          |                |       |       |       |       |       |       |  |
| Alexandre Herchcovitch | Juror          |                |                |       |       |       |       |       |       |  |

## Uczestnicy

### Sezon 1[3]
| Miejsce | Imię i nazwisko    |
| ------- | ------------------ |
| 1.      | Mariana Velho      |
| 2.      | Ana Paula Bertola  |
| 3.      | Lívia Senador      |
| 4.      | Mariana Richardt   |
| 5.      | Ana Paula da Costa |
| 6.      | Lana Sartin        |
| 7.      | Karin Cavalli      |
| 8.      | Érycka Martins     |
| 9.      | Andréa Medina      |
| 10.     | Anne Wrobel        |
| 11.     | Isabella Chaves    |
| 12.     | Danielle Damásio   |
| 13.     | Dandara Oliveira   |

### Sezon 2
| Miejsce | Imię i nazwisko             |
| ------- | --------------------------- |
| 1.      | Maíra Vieira                |
| 2.      | Élly Rosa                   |
| 3.      | Vanessa 'Malana' de Freitas |
| 4.      | Priscila Mallmann           |
| 5.      | Dayse Lima                  |
| 6.      | Marianna Henud              |
| 7.      | Alinne Giacomini            |
| 8.      | Rebeca Sampaio              |
| 9.      | Flavia Gleichmann           |
| 10.     | Carolline Vieira            |
| 11.     | Flávia Giussani             |
| 12.     | Isabel Correa               |
| 13.     | Luana Caroline              |

### Sezon 3
| Miejsce | Imię i nazwisko   |
| ------- | ----------------- |
| 1.      | Camila Trindade   |
| 2.      | Bruna Brito       |
| 3.      | Mírian Araújo     |
| 4.      | Tatiana Domingues |
| 5.      | Bia Fernandes     |
| 6.      | Julliana Aniceto  |
| 7.      | Fabiana Teodoro   |
| 8.      | Giovahnna Ziegler |
| 9.      | Rafaela Machado   |
| 10.     | Camila Shiratori  |
| 11.     | Rafa Xavier       |
| 12.     | Liana Góes        |
| 13.     | Jéssyca Schamne   |